# Alsophila obsoleta
Alsophila obsoleta là một loài bướm đêm trong họ Geometridae.